# Štajerska (zvezna dežela)
Štajerska (nemško Steiermark) je zvezna dežela Avstrije. S 16.400 kvadratnimi kilometri je po površini je druga največja dežela (za Spodnjo Avstrijo), po prebivalstvu (nekaj več kot 1,2 milijona) pa četrta (za Dunajem, Spodnjo in Zgornjo Avstrijo). Meji na pet avstrijskih zveznih dežel: na Koroško na zahodu in jugozahodu, na zahodu na Salzburško, na severozahodu na Zgornjo Avstrijo, na severovzhodu na Spodnjo Avstrijo in na vzhodu na Gradiščansko. Na jugu pa meji na edino tujo državo, Slovenijo, natančneje slovensko Štajersko, v katero se med Muro, ki je glavna "os" te avstrijske dežele (delno pa tudi mejna reka med Avstrijo in Slovenijo) ter Prekmurjem ozemeljsko koničasto 'zajeda' v Radgonskem kotu. 
Najvišji vrh dežele je Hoher Dachstein z 2995 m nadmorske višine na meji z Zgornjo Avstrijo na severozahodu. 
Zgodovinska dežela Štajerska je obsegala pokrajini (deželi) z istim imenom, ki sta zdaj tako del Slovenije (prej t. i. Spodnja Štajerska), kakor sodobne Republike Avstrije. Avstrijska Štajerska zdaj obsega le še ozemlje zgodovinske pokrajine Zgornje Štajerske (nemško Obersteiermark) in Srednje Štajerske s središčem v Gradcu (nemško Mittelsteiermark).  
Glavno mesto in edino s posebnim statutom v tej deželi je Gradec (nemško Graz), ki je z okoli 300.000 prebivalci drugo največje mesto v Avstriji. Poleg njega je Štajerska razdeljena še na 12 okrajev (nemško bezirk), pred reformo lokalne samouprave 2011 pa jih je bilo 16. Drugo največje mesto Leoben je s 25.000 prebivalci kar 12-krat manjše v primerjavi z Gradcem, sledijo Kapfenberg, Bruck an der Mur, Knittelfeld, Vojčperk, Köflach, Judenburg, Liezen, Mürzzuschlag, Hartberg, Zeltweg, Bad Aussee, Fürstenfeld, Schladming, Murau, Gröbming, ...
V južnem delu te avstrijske dežele sta nekoliko večji mesti Lipnica (nemško Leibnitz) in Lonč (nemško Deutschlandsberg), manjša središča so še Vrbna (nemško Feldbach), Radgona (nemško Bad Radkersburg), Ivnik (nemško Eibiswald), Stainz (nemško Ščavnica), Cmurek (nemško Mureck).

## Znamenitosti
Med najbolj znanimi štajerskimi znamenitostmi so: največja romarska cerkev v Avstriji bazilika Marijinega rojstva, Maria Zell, Rudnik Erzberg v Eisenerzu, benediktinska samostana Admont in Sekova (Seckau), najstarejši aktivni cistercijanski samostan Ravna (Rein) (ustanovljen 1129), državna kobilarna Piber z lipicanci, Dachstein, avstrijski muzej na prostem v Stübingu pri Gradcu, Grad Riegersburg, Zeleno jezero, skakalnica Kulm v Bad Mitterndorfu / Tauplitzu in glavno mesto dežele Gradec, katerega staro mesto je na seznamu Unescove svetovne dediščine pod naslovom City of Graz – Historic Centre and Schloss Eggenberg.
Najbolj znan baročni palačni kompleks na Štajerskem je baročni dvorec Eggenberg v Gradcu, z ohranjeno izvirno opremo, obsežnim urejenim vrtom in zbirkami Universalmuseum Joanneum. Kot sedež prednikov plemiške družine Eggenberg prikazuje zgodovino in pokroviteljstvo nekoč najmočnejše generacije Štajerske s svojo zgodovino gradnje in opreme. Leta 2010 je bil grad dodan obstoječemu Unescovem mestu Gradež - zgodovinskemu središču. Vsako leto obišče vrtove približno milijon obiskovalcev. 
Živalski vrt in naravni park grad Herberstein je živalski vrt v štajerski skupnosti Stubenberg am See, blizu St. Johanna bei Herbersteina, velikosti približno 40 hektarjev, v parku je tudi grad Herberstein, katerega začetki segajo v 12. stoletje.
Največji grad na Štajerskem je Riegersburg, katerega začetki segajo v 11. stoletje. Stoji v istoimenskem mestecu Riegersburg v okrožju jugovzhodne Štajerske. Drugi največji grad je grad Strechau na Zgornjem Štajerskem.
Na gradu Oberkapfenberg v mestu Kapfenberg je zdaj shranjena zbirka zgodovinskega orožja in razstava ptičev. Največja trdnjava na Štajerskem je bil Grazer Schloßberg (grajski hrib Schlossberg). Trdnjava je v Guinnessovi knjigi rekordov navedena kot objekt, ki ni bil nikoli osvojen. Šele po tem, ko je Napoleon osvojil Dunaj in zagrozil z uničenjem prestolnice, se je Schlossberg predal in francoske čete so podrle večino zgradb.
Na Štajerskem je tudi dirkališče Red Bull Ring v Spielbergu pri Knittelfeldu, ki gosti dirko Formule 1 za Veliko nagrado Avstrije.